# A Noble Fraud
A Noble Fraud è un cortometraggio muto del 1917 diretto da Harry Williams.

## Produzione
Il cortometraggio, che aveva come titolo di lavorazione A Near Benefit, fu prodotto da Mack Sennett per la Triangle Film Corporation, sotto la supervisione di Hampton Del Ruth.

## Distribuzione
Distribuito dalla Triangle Distributing, il film - un cortometraggio di 17 minuti - uscì in sala il 21 gennaio 1917.